# 생활의 달인
《생활의 달인》은 매주 월요일 밤 9시에 방송되는 SBS TV의 산업 전문 교양 프로그램이다.

## 프로그램 소개
다양한 분야에서 뛰어난 능력을 지닌 달인들을 소개하는 내용을 담고 있다. 2005년 4월 25일 첫방송된 이후, 오랜 기간 방송되며 많은 시청자의 관심을 받아왔다.
프로그램은 요리, 공예, 스포츠, 서비스업 등 다양한 직업과 기술을 가진 인물들을 조명하며, 그들의 숙련된 기술과 노하우를 소개하는 방식으로 진행된다. 출연자의 전문성과 노력을 강조하고, 장인 정신과 꾸준한 연습을 통해 기술을 연마하는 과정에 초점을 맞춘다.
또한 단순한 기술 시연에 그치지 않고, 출연자의 배경과 노력하는 과정까지 함께 조명함으로써 시청자에게 감동과 동기를 부여하는 요소를 포함하고 있다. 일부 에피소드는 음식 조리법이나 특정 기술이 주목을 받아 화제가 되며, 방송된 내용이 지역 경제나 특정 업종에 영향을 미치기도 한다.
《생활의 달인》은 장기간 방송되며 수많은 에피소드를 제작하였고, 다양한 분야에서 활동하는 전문가들을 소개하는 역할을 해왔다. 프로그램에서 다루는 주제나 출연자의 기술이 화제가 되기도 하지만, 일부 사례에서는 과장된 연출이나 검증되지 않은 정보로 인한 논란이 발생하기도 하였다.
그럼에도 불구하고, 이 프로그램은 다양한 직업과 기술을 소개함으로써 시청자에게 흥미와 유익함을 제공하는 대표적인 교양 프로그램으로 자리매김하고 있다.

## 역사
2005년 4월 25일 첫 방송 당시, 스튜디오 중심의 구성을 포함하고 있었다. 초창기에는 MC와 패널들이 함께 출연하는 스튜디오 토크 형식이 병행되었으며, 각 회차에 소개되는 〈달인〉의 사연과 기술을 스튜디오에서 소개·해설하는 구성이 일반적이었다. 이와 함께 VCR 영상을 통해 현장 촬영된 달인의 활동 모습이 삽입되었다.
그러나 시간이 흐르면서, 방송은 점차 현장 중심의 다큐멘터리형 구성으로 전환되었다.
2000년대 후반 이후에는 스튜디오 고정 MC나 패널 없이, 달인의 삶과 기술을 현장에서 직접 담아내는 방식이 주를 이루게 되었다. 이에 따라 스튜디오 세트와 진행자 중심의 구성은 점차 축소·소멸되었고, 오늘날에는 대부분의 회차가 온전히 현장 취재와 인터뷰, 기술 시연 중심으로 제작된다.
2009년에는 편성 시간이 월요일 저녁에서 화요일 밤으로 변경되면서, 프로그램이 보다 성숙한 톤을 지니게 되었다. 이 시기를 전후하여, 예능적 요소보다는 휴먼 다큐멘터리 스타일이 더욱 강화되었으며, 내레이션의 비중 증가와 함께 현장 연출의 사실감이 두드러졌다.
2010년대 들어서 프로그램은 장수 프로그램으로서의 입지를 다져갔다. 〈달인〉이라는 호칭이 사회적으로 회자되며 유행어처럼 사용되었고, 개그콘서트 등에서 패러디되기도 하며 대중적 인지도가 급상승하였다. 소개되는 분야도 음식, 제과제빵, 스포츠, 기능직, 서민 직업군 등으로 다양화되었고, 전국 각지에서 발굴된 달인들이 등장하였다. 흥미 위주의 프로그램을 넘어, "기술과 인생이 어우러진 사람들의 이야기"를 전하는 교양 다큐로 진화하였다.
2014년 3월 17일부터 2019년 4월 29일까지는 매주 월요일 저녁 8시 55분에 방송되었으며, 2019년 5월 6일부터는 1부, 2부 분리 편성, 이후 주 2회 방송 체제(월·화요일)도 도입되었다가, 2020년 1월 6일부터 일시적으로 주 2회 방송 체제(월·화요일 저녁 8시 55분)로 확대되었다가, 코로나19 여파로 인한 콘텐츠 수급 문제와 함께 기존 교양·예능 편성 공백을 메우기 위한 조치로 풀이된다.
2020년 6월 22일부터 다시 주 1회 방송으로 축소되었으며, 현재는 매주 월요일 밤 9시에 1시간 분량으로 정규 편성되어 방송 중이다.
2021년 7월 1일부터 지상파·종편 중간광고가 허용됨에 따라, 중간광고 시간이 1분으로 조정되었다.

## 방송 일정
| 방송 채널 | 방송 기간                                                           | 방송 시간                             | 방송 시간                             | 비고               |
| --------- | ------------------------------------------------------------------- | ------------------------------------- | ------------------------------------- | ------------------ |
| SBS TV    | 2005년 4월 25일 ~ 2006년 10월 30일                                  | 매주 월요일 저녁 7:10 ~ 8:00          | 매주 월요일 저녁 7:10 ~ 8:00          | 독립 편성          |
| SBS TV    | 2006년 11월 6일 ~ 2007년 10월 1일                                   | 매주 월요일 저녁 6:50 ~ 8:00          | 매주 월요일 저녁 6:50 ~ 8:00          | 독립 편성          |
| SBS TV    | 2007년 10월 8일 ~ 2009년 6월 8일                                    | 매주 월요일 저녁 6:30 ~ 7:20          | 매주 월요일 저녁 6:30 ~ 7:20          | 독립 편성          |
| SBS TV    | 2009년 6월 16일 ~ 2009년 9월 29일                                   | 매주 화요일 저녁 8:50 ~ 9:55          | 매주 화요일 저녁 8:50 ~ 9:55          | 독립 편성          |
| SBS TV    | 2009년 10월 13일 ~ 2009년 12월 29일                                 | 매주 화요일 밤 9:55 ~ 11:10           | 매주 화요일 밤 9:55 ~ 11:10           | 독립 편성          |
| SBS TV    | 2010년 1월 6일 ~ 2011년 6월 15일                                    | 매주 수요일 저녁 8:50 ~ 9:55          | 매주 수요일 저녁 8:50 ~ 9:55          | 독립 편성          |
| SBS TV    | 2011년 6월 27일 ~ 2013년 2월 18일                                   | 매주 월요일 저녁 8:50 ~ 9:55          | 매주 월요일 저녁 8:50 ~ 9:55          | 독립 편성          |
| SBS TV    | 2013년 2월 25일 ~ 2013년 9월 30일                                   | 매주 월요일 저녁 8:55 ~ 9:55          | 매주 월요일 저녁 8:55 ~ 9:55          | 독립 편성          |
| SBS TV    | 2013년 10월 13일 ~ 2014년 3월 9일                                   | 매주 일요일 오전 10:45 ~ 11:50        | 매주 일요일 오전 10:45 ~ 11:50        | 독립 편성          |
| SBS TV    | 2014년 3월 17일 ~ 2019년 4월 29일                                   | 매주 월요일 저녁 8:55 ~ 9:55          | 매주 월요일 저녁 8:55 ~ 9:55          | 독립 편성          |
| SBS TV    | 2019년 5월 6일 ~ 2019년 12월 30일 2020년 7월 27일 ~ 2020년 9월 14일 | 1부                                   | 매주 월요일 저녁 8:55 ~ 9:30          | 분리 편성 (1, 2부) |
| SBS TV    | 2019년 5월 6일 ~ 2019년 12월 30일 2020년 7월 27일 ~ 2020년 9월 14일 | 2부                                   | 매주 월요일 밤 9:30 ~ 9:55            | 분리 편성 (1, 2부) |
| SBS TV    | 2020년 1월 6일 ~ 2020년 6월 16일                                    | 매주 월요일 ~ 화요일 저녁 8:55 ~ 9:40 | 매주 월요일 ~ 화요일 저녁 8:55 ~ 9:40 | 확대 편성          |
| SBS TV    | 2020년 6월 22일 ~ 2020년 7월 20일                                   | 1부                                   | 매주 월요일 저녁 8:55 ~ 9:40          | 분리 편성 (1, 2부) |
| SBS TV    | 2020년 6월 22일 ~ 2020년 7월 20일                                   | 2부                                   | 매주 월요일 밤 9:40 ~ 10:20           | 분리 편성 (1, 2부) |
| SBS TV    | 2020년 9월 21일 ~ 2021년 6월 28일                                   | 1부                                   | 매주 월요일 밤 9:00 ~ 9:30            | 분리 편성 (1, 2부) |
| SBS TV    | 2020년 9월 21일 ~ 2021년 6월 28일                                   | 2부                                   | 매주 월요일 밤 9:30 ~ 9:55            | 분리 편성 (1, 2부) |
| SBS TV    | 2021년 7월 5일 ~ 현재                                               | 매주 월요일 밤 9:00 ~ 10:00           | 매주 월요일 밤 9:00 ~ 10:00           | 통합 편성          |

## 역대 진행자
- 남희석, 이혜승, 임현식
- 임현식, 박미선
- 김구라, 박선영, 김일중
- 김구라, 박미선

## 내레이션
현재
- 양희은 (500회 ~ 현재)
- 김보민 (892회 ~ 현재)
- 김태균 (희극인) (899회 ~ 현재)

과거
- 양지운 (92회 ~ 597회)
- 이선주
- 강신일 (598회 ~ 609회)
- 임현식
- 원호섭
- 김경식
- 황인용
- 서경석 (710회 ~ 889회)
- 양동근

## 방송 코너
- 운둔식달 (BGM : 영화 '어벤져스' OST The Avengers - Alan Silvestri)
- 한·중·일 달인 삼국지 (223 ~ 225회)
- 도전! 최강달인 (120회 ~ 2011년)
  - 어린이 달인 (2009년 ~ 2011년 매년 5월 초 또는 방학특집 방송)
  - 생활의 달인 총 결산 (2007년부터 매년 12월 마지막 주 송년특집 방송. 2020년 12월 28일 방송분은 통편집되었다.)
    - 2005 생활의 달인 기네스

(참고로 초창기에는 스튜디오 녹화가 있었다가, 현재는 화면과 내레이션 형식으로 대체되었다.)

## 같이 보기
- 제1차 산업
- 제2차 산업
- 제3차 산업
- 제4차 산업

## 동일 소재 프로그램
- 우리말 겨루기 (KBS 교양운영팀 제작)
- 가족오락관, 상상오락관, 옥탑방의 문제아들 (KBS 예능운영팀 제작)
- 동물의 왕국, 동물의 세계, 동물극장 단짝 (KBS 1TV)
- 주주클럽, 슈퍼독, 단짝, 은밀하고 위대한 동물의 사생활, 개는 훌륭하다, 동물은 훌륭하다, 나는 아픈 개와 산다, 펫 비타민 (KBS 2TV)
- 동물일기, 야옹멍멍 귀여워, 세상에 나쁜 개는 없다, 고양이를 부탁해, 아기 동물 귀여워, 펫하트, 극한 직업 (EBS 1TV)
- 세계의 비밀 수호대 번개맨 (EBS 2TV)
- 타타와 쿠마 (EBS·5BRICKS 공동 제작)
- 와우! 동물천하, 애니멀즈, 하하랜드, 오래봐도 예쁘다, 2020 추석특집 아이돌 멍멍 선수권대회, 심장이 뛴다 38.5 (MBC TV)
- TV 동물농장, 어쩌다 마주친 그 개, 펫미픽미, 푸바오와 할부지, 더솔져스, 검은 양 게임 (SBS TV)
- 마리와 나, 그랜드 부다개스트, 우리집 막내극장 (JTBC)
- 기막힌 동물원, 우리집에 해피가 왔다 (MBN)
- 동고동락, 개먼드라마 파트라슈 (TV조선)
- 대화가 필요한 개냥, 냐옹은 페이크다, 캣츠 앤 독스, 슬기로운 의사생활, 슬기로운 의사생활 시즌2, 해치지 않아, 해치지 않아 X 스우파, 슈퍼액션 (tvN)
- 펫토리얼리스트 (온스타일)
- 이 주의 책 (cpbc FM)
- 개별방송, 식빵 굽는 고양이, 잘살아보시개, 오 마이 펫, 여자친구! 강아지를 부탁해, 펫 닥터스 (skyPetpark)
- 상상고양이 (MBC 에브리원)
- 달려라 댕댕이 (MBC 에브리원, MBC 스포츠플러스 공동 제작)
- 펫츠고! 댕댕트립 (SBS 플러스)
- 소나무의 펫하우스 (SBS M)
- 라디오 북클럽, 주말하이킥 이윤석입니다 (MBC 표준FM)
- 개밥 주는 남자, 너는 내 운명, 서민갑부 (채널A)
- 천재! 시무라 동물원 (日 NTV)
- 도그 위스퍼러 (美 NGC채널)
- 지옥에서 온 고양이 (美 애니멀 플래닛)
- 개과천선 아메리카 (영국 채널 4, Sky One)

## 특이 사항
- 781회 방송분은 15세 이상 시청가로 방송되었다.